# Авдет
Авдет (с крымскотат. — «Движение») — крымскотатарская общественно-политическая организация.

## История
Организация была официально зарегистрирована в апреле 2007 года группой активистов из так называемых «полян протеста» (данный термин использовался в контексте земельных конфликтов между местными властями и крымскими татарами, лишенных полноценных земельных владений). Активисты ежедневно приезжали в Симферополь с целью напомнить властям о проблемах репатриантов и о необходимости выделения земельных участков для строительства индивидуальных жилых домов и заставить их решить земельный вопрос в Крыму. 
Организация имело мощное исламское крыло под руководством имама Данияла Аметова, назначенного годом раннее советником Председателя Верховного Совета Автономной Республики Крым.
Организация противопоставляла себя Меджлису крымскотатарского народа в том плане, что члены последнего не требовали полной передачи земель крымским татарам, а лишь узаконивания тех участков, которые уже находятся в их распоряжении.
Организацию обвиняли в антиукраинских настроениях, поскольку участники движения обвиняли Кабмин, а затем и само руководство Украины в геноциде крымских татар; также неоднократно выступали против евроинтеграции Украины, мотивируя это тем, что не поддержат вступление до тех пор, пока не будет решён земельный вопрос. 12 октября 2010 года Даниял Аметов был приговорен к четырем годам лишения свободы (позже суд сократил срок до трех лет) по обвинению в противодействии сотрудникам милиции.

## Идеология
Целями и задачами деятельности «Авдет» являются: 
- Оказывать юридическую и организационную помощь крымскотатарским инициативам, особенно тем, что связаны с предоставлением земельных участков людям без земли[2][7].
- Содействовать восстановлению традиционных крымскотатарских названий населённых пунктов и других географических объектов.
- Поддерживать и развивать проекты, связанные с изучением родословных и семейной истории крымских татар.

## Члены
- Ринат Шаймарданов
- Рустем Эбл
- Нариман Потелов
- Дилявер Решитов
- Сейдамет Гемеджи[7]

## Ячейки
- город Симферополь (28 ячеек)
- Симферопольский район (22 ячейки)
- город Алушта (2 ячейки)
- Бахчисарайский район (4 ячейки)
- Белогорский район (5 ячеек)
- Джанкойский район (5 ячеек)
- город Евпатория (3 ячейки)
- город Феодосия (1 ячейка)
- Красногвардейский район (9 ячеек)
- Красноперекопский район (3 ячейки)
- Ленинский район (7 ячеек)
- Нижнегорский (2 ячейки)
- Первомайский район (3 ячейки)
- Сакский район (3 ячейки)
- Судакский район (1 ячейка)
- Черноморский район (1 ячейка)[8]